# リメンバー〜記憶の彼方へ〜
『リメンバー～記憶の彼方へ～』（韓国語：리멤버 - 아들의 전쟁）は2015年12月9日から2016年2月18日までSBSで放送されていた韓国のテレビドラマである。このドラマは主演ユ・スンホの除隊初の地上波初ドラマ出演である。

## 登場人物

### 主要人物
ソ・ジヌ
演 - ユ・スンホ
幼いころ母と弟を交通事故で亡くし父と二人暮らし。抜群の記憶力を持つ弁護士。
イ・イナ
演 - パク・ミニョン
検事。ソ・ジヌと知り合い。
ナム・ギュマン
演 - ナムグン・ミン
イログループの御曹司・常務。
パク・ドンホ
演 - パク・ソンウン
刑事訴訟100％勝訴の弁護士。
ソ・ジェヒョク
演 - チョン・グァンリョル
ジヌの父親。ある出来事により死刑囚にされてしまう。

### ピョンドゥリ弁護士事務所
ソン・ジェイク
演 - キム・ヒョンボム
ヨン・ボミ
演 - イ・ジョンウン

### イログループ
ナム・イロ
演 - ハン・ジニ
アン・スボム
演 - イ・シオン
ナム・ヨギョン
演 - チョン・ヘソン

## OST
01. 시리다 - 케이윌
02. 들리나요 - 주영
03. 미워진다 - Bro
04. 모르나요 - 장재인
05. 겨울바람 - 한별
06. 사랑한다 할 수 있기에 - 바비킴
07. Daddy and I
08. Lamentation
09. Rainy Scene
10. Burning brain
11. Do you remember me
12. Frozen Epica
13. Fire Blue
14. Nam gyu man
15. LOST MEMORY
16. Rolled Omelet
17. Wail
18. Last set

## 賞とノミネート
| 年度 | 賞                              | カテゴリー                 | 受賞者         | 結果       |
| ---- | ------------------------------- | -------------------------- | -------------- | ---------- |
| 2016 | 第9回コリアドラマアワード       | トップエクセレントアワード | ユ・スンホ     | ノミネート |
| 2016 | 第52回百想芸術大賞              | 最優秀俳優賞               | ナムグン・ミン | ノミネート |
| 2016 | 第5回APANスターアワード         | ミニシリーズ部門優秀俳優賞 | ナムグン・ミン | 受賞       |
| 2016 | 第1回アジアアーティストアワード | 最優秀俳優セレブ賞         | ナムグン・ミン | 受賞       |
| 2016 | 第24回SBS演技大賞               | 大賞                       | ナムグン・ミン | ノミネート |
| 2016 | 第24回SBS演技大賞               | トップエクセレントアワード | パク・ミニョン | ノミネート |
| 2016 | 第24回SBS演技大賞               | ドラマ部門最優秀俳優賞     | ユ・スンホ     | 受賞       |
| 2016 | 第24回SBS演技大賞               | ドラマ部門俳優特別演技賞   | パク・ソンウン | 受賞       |
| 2016 | 第24回SBS演技大賞               | ドラマ部門俳優特別演技賞   | イ・シオン     | ノミネート |
| 2016 | 第24回SBS演技大賞               | ドラマ部門女優特別演技賞   | チョン・ヘソン | ノミネート |
| 2016 | 第24回SBS演技大賞               | アイドルアカデミー賞       | ユ・スンホ     | ノミネート |
| 2016 | 第24回SBS演技大賞               | アイドルアカデミー賞       | イ・シオン     | ノミネート |